# 布尔汉·博兹库尔特
布尔汉·博兹库尔特（土耳其語：Burhan Bozkurt，1936年4月14日—），土耳其男子摔跤运动员。他曾代表土耳其参加世界摔跤锦标赛，获得二枚铜牌。他也曾参加1964年夏季奥林匹克运动会。